# Johan B. Hjort
Johan Bernhard Hjort, född 25 februari 1895, död 24 februari 1969, var en norsk jurist. Han var son till Johan Hjort (1869–1948) och far till Johan Hjort (1922–2001).
Hjort var høyesterettsadvokat. Han var grundare av och näst högste chef för det norska nazistpartiet Nasjonal Samling från 1933 till 1937, då han bröt med Quisling. År 1941 blev han arresterad av Gestapo och skickad till Tyskland.
I Tyskland blev Hjort och hans familj civilinternerade. Tillsammans med Didrik Arup Seip drev han motståndsarbete som räddade många skandinaviska fångars liv; namnlistor som Hjorts familj samlade utgjorde grunden för aktionen med de vita bussarna.
Efter andra världskriget arbetade Hjort som advokat, bland annat för homosexuellas rättigheter och för kontroversiella konstnärers konstnärsfrihet, som exempelvis Myklesaken.